# Святогорск (Омская область)
Святого́рск — деревня в Полтавском районе Омской области России. Входит в состав Воронцовского сельского поселения.

## История
Основана в 1914 году. В 1928 году хутор Садак № 2 состоял из 4 хозяйств, основное население — украинцы. В административном отношении находился в составе Христиановского сельсовета Полтавского района Омского округа Сибирского края.

## Население
| 1926 | 2010 |
| ---- | ---- |
| 22   | ↗286 |

## Улицы
В деревне имеются две улицы: Садовая и Школьная.